# Jambol (oblast)
Jambol (Bulgaars: Област Ямбол) is een oblast in het zuidoosten van Bulgarije. De hoofdstad is het gelijknamige en de oblast heeft 118.897 inwoners (2018).

## Bevolking
Op 31 december 2018 telde de oblast Jambol 118.897 inwoners, waarvan 84.119 mensen in vier verschillende steden en 34.778 mensen verspreid over 105 dorpen op het platteland. De oblast heeft met een flinke bevolkingskrimp te kampen, vooral in de plattelandsgemeenten. De bevolking van de stad Jambol verdubbelde bijvoorbeeld tussen 1946 en 2018, terwijl de bevolking in de overige vier gemeenten met ruim 65% afnam.
| stad Jambol        | 30.576 | 42.333 | 58.465 | 75.766 | 89.933 | 91.497 | 82.649 | 71.132 | 68.074 |
| gemeente Toendzja  | 59.006 | 58.827 | 54.072 | 46.125 | 39.145 | 34.819 | 31.403 | 24.155 | 21.435 |
| gemeente Elchovo   | 33.933 | 35.844 | 32.544 | 27.537 | 25.528 | 23.995 | 20.552 | 16.219 | 14.234 |
| gemeente Straldzja | 32.445 | 31.347 | 27.391 | 22.514 | 18.822 | 18.074 | 15.828 | 12.781 | 11.592 |
| gemeente Boljarovo | 21.667 | 18.887 | 14.909 | 10.096 | 8.546  | 7.454  | 5.638  | 4.160  | 3.562  |

Op 31 december 2018 was 24,1% van de bevolking 65 jaar of ouder. Dit percentage ligt 2,8 procentpunten boven het Bulgaarse gemiddelde van 21,3%. De levensverwachting is 70 jaar voor mannen en 77 jaar voor vrouwen.

#### Demografische gegevens
Over het jaar 2016 werden er 1167 kinderen geboren in de oblast. De meeste kinderen werden geboren in de stad Jambol, met zo’n 649 kinderen in totaal. Verder werden er 199 kinderen in de gemeente Toendzja geboren, 166 in de gemeente Straldzja, 119 in de gemeente Elchovo en 34 kinderen in de gemeente Boljarovo. Het bruto geboortecijfer bedroeg 9,5‰ en is het hoogst in de gemeente Straldzja (13,8‰), gevolgd door de stad Jambol (9,3‰), de gemeente Boljarovo (9,2‰), de gemeente Toendzja (8,9‰) en het laagst is het geboortecijfer in de gemeente Elchovo (8,1‰).
In 2016 stierven er daarentegen 2105 mensen: 901 in de stad Jambol, 588 in de gemeente Toendzja, 257 in de gemeente Elhovo, 239 in de gemeente Straldzja en 120 in de gemeente Boljarovo. Het sterftecijfer bedraagt 17,1‰: het sterftecijfer varieert van 13,0‰ in de stad Jambol tot 32,4‰ in de gemeente Boljarovo. Tevens heeft de oblast Jambol een vrij hoog zuigelingensterftecijfer: ruim 12,9 per duizend baby's overleeft het eerste levensjaar niet.
De natuurlijke bevolkingsgroei bedraagt -938 mensen en is absoluut gezien het laagst in de gemeente Toendzja met -389 mensen, gevolgd door de stad Jambol met -252 mensen, door Elchovo met -138 mensen, door Boljarovo met -86 mensen en uiteindelijk -73 mensen in Straldzja. De natuurlijke bevolkingsgroei in steden kwam uit op -301 mensen en op het platteland -637 mensen. Relatief gezien is de natuurlijke bevolkingsgroei dus −7,6‰ in de oblast Jambol: −3,5‰ in steden en −17,4‰ in dorpen op het platteland.

#### Etniciteit
De Bulgaren vormen een meerderheid van de bevolking met 86,9%. De grootste minderheid vormen de Romazigeuners, namelijk 8,5% van de totale bevolking. Relatief gezien wonen de meeste Roma in de gemeente Straldzja (19,0%) en gemeente Boljarovo (14,3%). De gemeenten Toendzja (8,7%) en Elhovo (8,1%) hebben ook 'n significante Romaminderheid. In de stad Jambol vormen Roma 6,2% van de bevolking. De Turken vormen 2,9% van de bevolking. De Turken wonen voornamelijk in de stad Jambol en vormen aldaar 4,6% van de bevolking.
| Etnische bevolkingsgroep | Bulgaren (%) | Turken (%) | Roma (%) | Overig (%) |
| oblast Jambol            | 86,8%        | 2,9%       | 8,5%     | 1,8%       |
| ------------------------ | ------------ | ---------- | -------- | ---------- |
| stad Jambol              | 87,1%        | 4,6%       | 6,2%     | 2,1%       |
| gemeente Toendzja        | 89,3%        | 0,5%       | 8,7%     | 1,5%       |
| gemeente Elchovo         | 90,1%        | 0,2%       | 8,1%     | 1,6%       |
| gemeente Straldzja       | 77,9%        | 1,9%       | 19,0%    | 1,2%       |
| gemeente Boljarovo       | 83,7%        | 0,8%       | 14,3%    | 1,2%       |

#### Religie
Een groot deel van de bevolking heeft, in de volkstelling van 2011, geen antwoord gegeven op de vraag welk religie ze aanhangen. Van de inwoners die de vraag wel hebben beantwoord is 75,1% een aanhanger van de Bulgaars-Orthodoxe Kerk. Er is een grote protestantse gemeenschap, voornamelijk behorend tot de pinksterbeweging, vanwege het feit dat veel Roma zich recentelijk tot de pinksterbeweging hebben bekeerd. In 2011 was 2,9% van de bevolking protestants. De meeste protestanten wonen in Straldzja (3,7%) en Elchovo (3,4%). Slechts 1,1% is moslim, hetgeen betekent dat de meeste Turken in oblast Jambol christelijk of niet-religieus zijn. Bijna alle moslims wonen in de stad Jambol en vormen aldaar 1,7% van de bevolking.

## Gemeenten
- Boljarovo
- Elchovo
- Straldzja
- Toendzja
- Jambol

Blagoevgrad · Boergas · Chaskovo · Dobritsj · Gabrovo · Jambol · Kjoestendil · Kardzjali · Lovetsj · Montana · Pazardzjik · Pernik · Pleven · Plovdiv · Razgrad · Roese · Silistra · Oblast Sofia · Sofia-Hoofdstad · Sjoemen · Sliven · Smoljan · Stara Zagora · Targovisjte · Varna · Veliko Tarnovo · Vidin · Vratsa